# Таємниця Клумбера
«Таємниця Клумбера» (англ. The Mystery of Cloomber) — роман  шотландського письменника Артура Конан Дойла. У ньому йдеться про Джона Фотерджіла Веста, шотландця, який переїхав з родиною з Единбурга до Вітоншайра для догляду за нерухомістю брата його батька, Вільяма Фарінтоша. Уперше опублікований у 1889 році.

## Сюжет
Поруч з їхнім житлом є клуб Клумбер, зайнятий протягом багатьох років. Через деякий час він оселився поруч у Джона Бертьє Хетерстон. Генерала Хетерстона нервує ця параноїдальність. Історія розгортається, стає очевидно, що його побоювання пов'язані з деякими людьми в Індії, яких він образив якимось чином. Люди чують дивні звуки, як, наприклад, дзвін, в його присутності, причина якого є загальний великий дискомфорт. Щороку його параноя досягає свого апогею навколо п'ятого жовтня, після чого його страхи вщухають на деякий час...